# كيلي كارلن
كيلي كارلن (بالإنجليزية: Kelly Carlin)‏ هي مقدمة برامج إذاعية وكاتبة سيناريو أمريكية، ولدت في 15 يونيو 1963 في دايتون في الولايات المتحدة.

## وصلات خارجية
- الموقع الرسمي
- كيلي كارلن على موقع IMDb (الإنجليزية)
- كيلي كارلن على موقع قاعدة بيانات الفيلم (الإنجليزية)